# Нико
Ни́ко (Nico, настоящее имя Кри́ста Пэ́ффген, нем. Christa Päffgen; 16 октября 1938, Кёльн, Третий рейх — 18 июля 1988, Ивиса, Испания) —  немецкая певица, композитор, автор песен, поэтесса, фотомодель и актриса. Получила известность, исполнив эпизодическую роль в фильме Федерико Феллини «Сладкая жизнь» (1960). Снималась в экспериментальных авангардных фильмах Энди Уорхола, сотрудничала с американской рок-группой The Velvet Underground, занималась сольным творчеством.

## Биография

### Детство и юность
Большинство источников указывают в качестве места и даты её рождения  Кёльн, 16 октября 1938 года. Когда ей было два года, она переехала с матерью и дедом в Шпревальд в пригороде Берлина. Отец Нико — военный — во время войны получил черепно-мозговую травму, вызвавшую серьёзное повреждение головного мозга, и умер в концлагере. После окончания войны в 1946 году Нико и её мать переехали в центр Берлина, где Нико стала работать швеёй. В тринадцать лет перестала посещать школу, немного позже мать устроила её на работу фотомоделью в Берлине. По различным противоречивым источникам в пятнадцать лет Нико была изнасилована военнослужащим ВВС США, который был приговорён к смертной казни. Её песня «Secret Side» из альбома The End… 1974 года косвенно ссылается на это происшествие.

## Начало карьеры (1954—1966)

### Модельный бизнес и кино
Когда она работала моделью на Ивисе, фотограф Герберт Тобиас дал ей псевдоним Нико в честь своего бывшего любовника, режиссёра Нико Папатакиса (Nico Papatakis). Вскоре Нико переехала в Париж, где работала в конце 1950-х годов с такими журналами как Vogue, Tempo, Vie Nuove, Mascotte Spettacolo, Camera, Elle. В 17 лет она заключила контракт с домом Chanel, но улетела в Нью-Йорк и отказалась от работы. Несмотря на то, что даже не окончила школу, Нико выучила в дополнение к родному немецкому также английский, итальянский, испанский и французский языки.
После появления в нескольких рекламных роликах Нико снялась в ряде художественных фильмов, включая работы Альберто Латтуады и Рудольфа Мате, а также в знаменитом фильме Федерико Феллини «Сладкая жизнь» (1959). В это же время она обосновалась в Нью-Йорке, где брала уроки актёрского мастерства у Ли Страсберга и где прожила бо́льшую часть 1960-х годов. В 1962 году она появилась на обложке альбома джазового пианиста Билла Эванса, а в следующем году получила главную роль в фильме Жака Пуатрено «Стриптиз», для которого исполнила заглавную песню, написанную Сержем Генсбуром. Песня не издавалась вплоть до 2001 года.
В 1962 году родила сына, названного Кристиан Аарон «Ари» Пэффген, отцом которого сама называла Алена Делона. Делон не признал отцовства, однако ребёнка вырастили большей частью родители Алена Делона, давшие ему свою фамилию — Булонь (Boulogne).

### The Velvet Underground
В 1965 году познакомилась с Брайаном Джонсом из The Rolling Stones и записала с ним свой первый сингл «I’m Not Sayin», занявший 12-е место в хит-параде Канады. После того как она была представлена Брайаном Джонсом, Нико начала работать с Энди Уорхолом и Полом Моррисси над серией экспериментальных фильмов, включая «Девушки из „Челси“» и «Подражание Христу». В то же время она познакомилась с участниками группы The Velvet Underground. Так как Уорхол был де-факто продюсером и менеджером группы, он предложил взять Нико в группу как певицу, однако члены группы, в частности Лу Рид, согласились на это неохотно по музыкальным и личным причинам.

Группа была «гвоздём программы» шоу Уорхола Exploding Plastic Inevitable. Нико исполнила главные вокальные партии в трёх песнях («Femme Fatale», «All Tomorrow’s Parties», «I’ll Be Your Mirror») дебютного альбома The Velvet Underground and Nico, а также исполнила партию бэк-вокала в песне «Sunday Morning». Альбом получил статус культового и новаторского, несмотря на прохладные рецензии критиков на момент выпуска. В 1967 году Нико покинула The Velvet Underground, причины чего не предавались огласке. В то время у неё было множество кратковременных романов как с участниками The Velvet Underground — Лу Ридом и Джоном Кейлом, — так и с другими музыкантами: Джимом Моррисоном, Джексоном Брауном, Брайаном Джонсом, Тимом Бакли и Игги Попом (последний в память об одном из их свиданий написал песню «We Will Fall»).

## Сольная карьера (1967—1988)

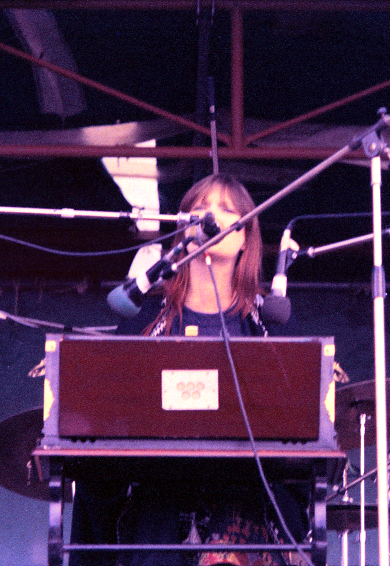
Выступление на концерте в лондонском Гайд-парке. 1974

В 1967 году Нико записала свой первый сольный альбом Chelsea Girl, сочетавший элементы традиционного фолка и барокко-попа, но осталась недовольна окончательным вариантом. Оглядываясь назад, в 1981 году певица жаловалась на аранжировку: «Я просила простоты, а они добавили много флейт». В альбом вошли преимущественно песни, написанные знакомыми Нико по The Velvet Underground; сама она не числится автором ни одной из композиций.
Последующие альбомы, спродюсированные Джоном Кейлом из The Velvet Underground, предоставившим Нико намного больше свободы в студии и помогавшим ей с аранжировками, были заметно более мрачными и экспериментальными. Доминирующим инструментом на этих записях стала фисгармония, на которой Нико аккомпанировала себе во время пения; дополнительные инструментальные партии, чаще всего скрипичные или фортепианные, обычно записывал Джон Кейл. При записи альбома The End… (1974) Нико сотрудничала с Брайаном Ино и Филом Манзанерой из Roxy Music. В альбом вошли кавер-версия песни «The End» группы The Doors и немецкий гимн «Песнь немцев» (причём целиком, а не сокращённая после Второй мировой войны версия).
В период между 1970 и 1979 годами Нико сотрудничала с французским режиссёром Филиппом Гаррелем. Она встретила Гарреля в 1969 году и разрешила использовать свою песню «The Falconer» в его фильме того же года «Девственное ложе». Вскоре после этого она стала жить с режиссёром и стала одной из центральных фигур в кинематографических кругах. Его фильмы «Она провела столько времени в свете софитов…» (1985) и «Я больше не слышу гитары» (1991) посвящены Нико и в большей или меньшей степени показывают аллюзии на неё.
13 декабря 1974 года Нико выступала на печально известном концерте Tangerine Dream в Реймсском кафедральном соборе. Промоутер продал так много билетов на шоу, что публика не могла двигаться или выйти наружу, из-за чего некоторые фанаты мочились прямо в зале собора. Римско-католическая церковь осудила это действие, заново освятив собор и запретив впредь выступать на церковной собственности.
В 1978 году участвовала в записи альбома испанской группы Neuronium «Vuelo Quimico» — она декламировала стихотворение Эдгара По «Улялюм» в титульной композиции альбома.

Последней записью Нико стал дуэт с нью-вейв-исполнителем Марком Алмондом под названием «Your Kisses Burn», записанный примерно за месяц до смерти Нико и выпущенный в альбоме Алмонда The Stars We Are.

## Смерть

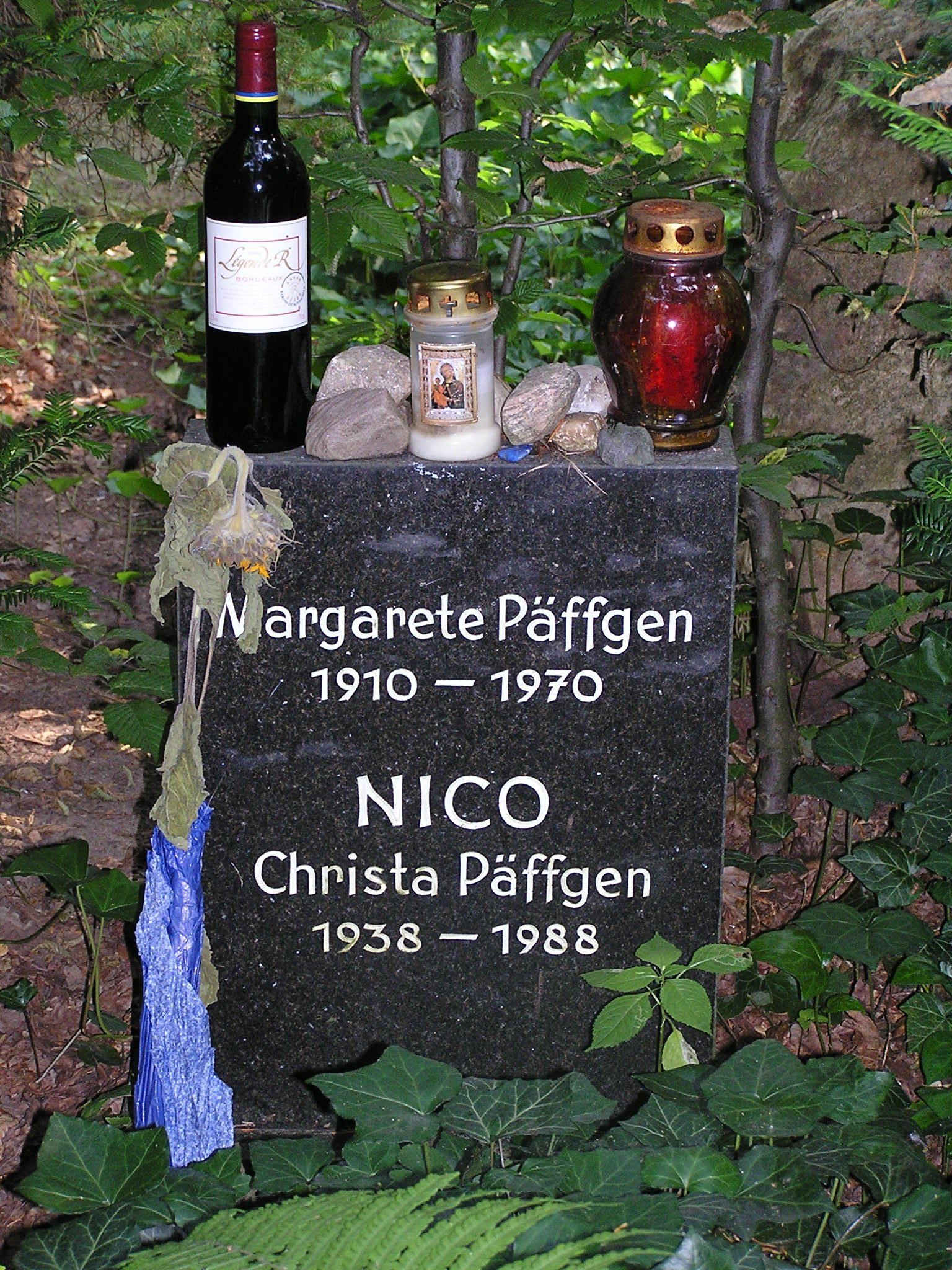
Могила Нико и её матери. Берлин, кладбище Грюневальд-Форст

Певица умерла 18 июля 1988 года, находясь в отпуске со своим сыном на острове Ивиса (Испания). У неё случился сердечный приступ во время поездки на велосипеде, и, падая, она ушиблась головой; в больнице ей поставили ошибочный диагноз, и на следующий день Нико умерла. Позже рентгеновский снимок подтвердил, что причиной смерти Нико было кровоизлияние в мозг.
Её сын позже рассказал об инциденте:
Поздно утром 17 июля 1988 года моя мама сказала мне, что ей нужно поехать в центр, чтобы купить марихуану. Она села перед зеркалом и обернула вокруг головы чёрный шарф. Моя мама смотрела в зеркало и очень старалась правильно обернуть шарф. Спускаясь со склона на велосипеде, произнесла: «Я скоро вернусь». Она ушла рано днём в самый жаркий день года.
Певица была похоронена вместе с матерью на лесном кладбище Груневальда в Берлине. На похоронах друзья исполнили песню «Mütterlein» из альбома Desertshore.

## Влияние и наследие
Творчество Нико оказало большое влияние на развитие таких стилей, как: готик-рок, этереал, эмбиент, индастриал; поклонниками её творчества называли себя Брайан Ино, Bauhaus, Патти Смит, Джон Лайдон из Sex Pistols (позже — основатель Public Image Ltd), Сьюзи Сью из Siouxsie and the Banshees, Бьорк, музыканты из Coil, Nurse with Wound и Dead Can Dance, а также многочисленные музыканты из готических групп. На большом экране Нико впервые была изображена Кристиной Фултон в байопике 1991 года «The Doors», повествующем о Джиме Моррисоне и американской рок-группе The Doors. В 2006 году состоялась премьера фильма «Я соблазнила Энди Уорхола», сюжет которого выстроен на основе фактов из жизни другой суперзвезды Уорхола — Эди Седжвик. Роль Нико в фильме исполнила Мередит Остром. В 2017 году Сузанна Никкьярелли сняла полнометражный фильм Nico, 1988, где осветила жизнь Нико от начала сольной карьеры до самой смерти (Архивная копия от 20 сентября 2017 на Wayback Machine).

## Дискография
- 1963 — Strip-Tease (French Recording) (выпущен только в 2001 году)
- 1965 — «I’m Not Sayin’» / «The Last Mile» (сингл)
- 1967 — The Velvet Underground & Nico (с The Velvet Underground)
- 1967 — Chelsea Girl
- 1969 — The Marble Index
- 1970 — Desertshore
- 1973 — The End…
- 1974 — June 1, 1974
- 1981 — Drama of Exile (выпущен в двух вариантах)
- 1982 — Do or Die: Nico in Europe («дневник» турне)
- 1985 — Nico Live in Pécs
- 1985 — Camera Obscura
- 1986 — Live Heroes
- 1986 — Behind the Iron Curtain
- 1987 — Nico in Tokyo
- 1988 — Fata Morgana (Nico’s Last Concert)
- 1989 — Hanging Gardens
- 1994 — Heroine
- 1998 — Nico: The Classic Years
- 2002 — Innocent & Vain – An Introduction to Nico
- 2003 — Femme Fatale: The Aura Anthology (Drama of Exile в расширенном варианте + диск с концертной записью)
- 2007 — All Tomorrow’s Parties (двойной концертный альбом)
- 2007 — Nico: The Frozen Borderline – 1968–1970 (компиляция, включающая в себя альбомы The Marble Index и Desertshore с дополнительными материалами)